# آنا كرشتون
آنا كرشتون (بالإنجليزية: Anna Crichton)‏ هي رسامة كارتون نيوزيلندية، ولدت في 1957.